# Antonino Catalano
Antonino "Nino" Catalano (Palerm, Sicília, 3 de juliol de 1932 – Villafrati, 20 d'abril de 1987) fou un ciclista italià, que fou professional entre 1958 i 1961. En aquest breu espai de temps destacà una victòria d'etapa al Giro d'Itàlia de 1959.

## Palmarès
- 1953
  - Vencedor d'una etapa al Giro de la Pulla i Lucania
- 1958
  - Vencedor d'una etapa de la Volta a la Rioja
  - Vencedor de la classificació de la muntanya a la Volta a Suïssa
- 1959
  - Vencedor d'una etapa al Giro d'Itàlia
  - Vencedor d'una etapa al Gran Premio Ciclomotoristico

### Resultats al Giro d'Itàlia
- 1958. 30è de la classificació general
- 1959. 25è de la classificació general. Vencedor d'una etapa
- 1960. 55è de la classificació general
- 1961. Abandona

### Resultats al Tour de França
- 1958. 19è de la classificació general